# ماریا آنخلس مارتین پراتس
ماریا آنخلس مارتین پراتس (اسپانیایی: María Ángeles Martín Prats‎؛ زادهٔ ۷ فوریهٔ ۱۹۷۱) که با نام آنخلس مارتین شناخته می‌شود، مدیر بخش پژوهش مکانیک پرواز در گروه تکنولوژی الکترونیک TIC-109 دانشگاه سویل و از مهندسان ارشد مؤسسه مهندسان برق و الکترونیک و بنیان‌گذار شرکت اسپین-آف «اسکای‌لایف اینجینیرینگ» است. وی همچنین یکی از اعضای هیئت مدیرهٔ «پگاسوس»، هماهنگ‌کنندهٔ دانشگاه‌های اروپا برای «آژانس دفاعی اروپا»، از اعضای کارگروه «آکادمی آسمان پاک» در سرمایه‌گذاری مشترک کمیسیون اروپا و از اعضای کمیتهٔ علمی مشاوره‌دهنده به این کمیسیون است.
آنخلس مارتین پی‌اچ‌دی فیزیک و پی‌اچ‌دی مهندسی الکترونیک دارد و پژوهشگر و استاد دانشگاه سویل است و تعداد فراوانی پروژه و مقالهٔ علمی و پژوهشی منتشر نموده‌است. فعالیت‌های حرفه‌ای او بیشتر در زمینهٔ مکانیک پرواز و در حوزه‌های الکترونیک قدرت، اویونیک و سامانه‌های دیجیتال بوده‌است و از سال ۲۰۱۱ به‌عنوان مهندس ارشد مؤسسه مهندسان برق و الکترونیک شناخته می‌شود. آنخلس مارتین همچنین بیش از ۷۰ پژوهش و ۱۴۰ پروژه مکانیک پرواز را هدایت و به صنعت هوانوردی ارائه نموده‌است و نقش او در این حوزه چنان برجسته است که میزان دانشجویان دختر در رشتهٔ ناوبری هوایی در دانشگاه سویل ظرف ۵ سال، از ۱۵ درصد به ۶۰ درصد افزایش یافت.
آنخلس مارتین در سال ۲۰۱۵ برندهٔ «نشان لیاقت شهروندی» شد که توسط فلیپه ششم اهدا می‌گردد. وی همچنین در سال ۲۰۱۸ میلادی، به‌عنوان «تکنولوژیست برتر زن» برندهٔ جایزهٔ «آدا بایرون» دانشگاه دئوستو شد.